# Tournée de l'équipe des Lions britanniques et irlandais de rugby à XV en 1974
L'équipe des Lions Britanniques a remporté la tournée organisée en 1974 avec trois victoires, et un match nul contre l'équipe d'Afrique du Sud.
Cette tournée, avec pour manager le Gallois Alun Thomas   et entraîneur l'Irlandais Syd Millar, a pour capitaine l'Irlandais Willie-John McBride est considérée la plus réussie de l'histoire des Lions. Les Lions reviennent invaincus en 22 rencontres, ne concédant qu'une seule partie nulle lors du dernier test contre les Springboks.
Beaucoup de matches furent très durs et très heurtés.

## Contexte
Cette tournée se déroule dans un contexte protestation de contre l'apartheid. En 1970, la 69e session du Comité international olympique (CIO) à Amsterdam retire la reconnaissance au SANOC, comité national olympique, et l'Afrique du Sud est donc exclue du mouvement olympique,.
Au début de la tournée, le gouvernement britannique demande au corps diplomatique basé en Afrique du Sud de ne pas avoir de contact avec les Lions.
Des joueurs refusent également de se rendre en Afrique du Sud. Le Gallois John Taylor, membre des Lions en 1968 et 1971, et qui a déjà refusé de jouer contre les Springboks lors de la tournée de ces derniers dans les îles britanniques en 1970, se déclare non candidat à la tournée. Gerald Davies, qui déclare forfait pour favoriser sa nouvelle orientation professionnelle, admet plus tard que l'apartheid avait également pesé dans sa décision.
Sportivement, les Springboks n'ont plus disputé de test-matchs depuis 1972, face aux Anglais, défaite 18 à 9 à l'Eden Park de Johannesbourg. La tournée des Springboks prévue en Nouvelle-Zélande est annulée par le premier ministre néo-zélandais Norman Kirk, qui craint une grande vague de violence des mouvements anti-apartheid très présent dans le pays.
Les Lions, qui n'ont plus remporté une série de test en Afrique du Sud depuis 1896, reste sur une victoire face aux All Blacks en 1971.

## Effectifs
Les Lions présentaient une équipe portée par les formidables talents offensifs gallois : JPR Williams à l'arrière, JJ Williams à l'aile et la charnière Gareth Edwards-Phil Bennett. Les Gallois fournissaient aussi deux avants : le talonneur Bobby Windsor et le numéro 8 Mervyn Davies. Seuls trois Anglais jouèrent les tests : le troisième ligne Roger Uttley, le pilier Fran Cotton et le deuxième ligne Chris Ralston (un match sur quatre). Tel était le rapport de force entre les nations à l'époque : l'Angleterre, le pays qui avait le plus de joueurs, ne dominait pas sur le plan sportif.

### Participants aux tests
Seuls 17 joueurs participent aux tests, sous la conduite de leur capitaine irlandais, Willie-John McBride. L'Écossais Andy Irvine remplace son compatriote Billy Steele lors du troisième test et dispute le dernier. L'Écossais Gordon Brown qui s'est cassé un os de la main droite lors du troisième test, est remplacé par l'Anglais Chris Ralston.

#### Première ligne
- Fran Cotton  Angleterre (4 matchs, 4 comme titulaire)
- Ian McLauchlan  Écosse (4 matchs, 4 comme titulaire)
- Bobby Windsor  Pays de Galles (4 matchs, 4 comme titulaire)

#### Deuxième ligne
- Gordon Brown  Écosse (3 matchs, 3 comme titulaire)
- Willie-John McBride  Irlande (4 matchs, 4 comme titulaire) (capitaine)
- Chris Ralston  Angleterre (1 match, 1 comme titulaire)

#### Troisième ligne
- Mervyn Davies  Pays de Galles (4 matchs, 4 comme titulaire)
- Fergus Slattery  Irlande (4 matchs, 4 comme titulaire)
- Roger Uttley  Angleterre (4 matchs, 4 comme titulaire)

#### Demi de mêlée
- Gareth Edwards  Pays de Galles (4 matchs, 4 comme titulaire)

#### Demi d’ouverture
- Phil Bennett  Pays de Galles (4 matchs, 4 comme titulaire)

#### Trois-quarts centre
- Richard Milliken  Irlande (4 matchs, 4 comme titulaire)
- Ian McGeechan  Écosse (4 matchs, 4 comme titulaire)

#### Trois-quarts aile
- Andy Irvine  Écosse (2 matchs, 2 comme titulaire)
- Billy Steele  Écosse (2 matchs, 2 comme titulaire)
- J. J. Williams  Pays de Galles (4 matchs, 4 comme titulaire)

#### Arrière
- JPR Williams  Pays de Galles (4 matchs, 4 comme titulaire)

## Résultats

### Matchs de la tournée
|          | Date       | Opposition                      | Lieu           | Résultat | Score |
| -------- | ---------- | ------------------------------- | -------------- | -------- | ----- |
| Match 1  | 15 mai     | Western Transvaal               | Potchefstroom  | Victoire | 59–13 |
| Match 2  | 18 mai     | South West Africa               | Windhoek       | Victoire | 23–16 |
| Match 3  | 22 mai     | Boland                          | Wellington     | Victoire | 23–6  |
| Match 4  | 25 mai     | Eastern Province                | Port Elizabeth | Victoire | 28–14 |
| Match 5  | 29 mai     | South West Districts            | Mossel Bay     | Victoire | 97–0  |
| Match 6  | 1er juin   | Western Province                | Le Cap         | Victoire | 17–8  |
| Match 7  | 4 juin     | SA Federation XV (Proteas) (en) | Goodwood       | Victoire | 37–6  |
| 1er test | 8 juin     | Afrique du Sud                  | Le Cap         | Victoire | 12–3  |
| Match 8  | 11 juin    | Southern Universities           | Le Cap         | Victoire | 26–4  |
| Match 9  | 15 juin    | Transvaal                       | Johannesbourg  | Victoire | 23–15 |
| Match 10 | 18 juin    | Rhodesie                        | Salisbury      | Victoire | 42–6  |
| 2e test  | 22 juin    | Afrique du Sud                  | Pretoria       | Victoire | 28–9  |
| Match 11 | 27 juin    | Quaggas                         | Johannesbourg  | Victoire | 20–16 |
| Match 12 | 29 juin    | Orange Free State               | Bloemfontein   | Victoire | 11–9  |
| Match 13 | 3 juillet  | Griqualand West                 | Kimberley      | Victoire | 69–16 |
| Match 14 | 6 juillet  | Northern Transvaal              | Pretoria       | Victoire | 16–12 |
| Match 15 | 9 juillet  | SA Africans (Leopards) (en)     | East London    | Victoire | 56–10 |
| 3e test  | 13 juillet | Afrique du Sud                  | Port Elizabeth | Victoire | 26–9  |
| Match 16 | 17 juillet | Border                          | East London    | Victoire | 26–6  |
| Match 17 | 20 juillet | Natal                           | Durban         | Victoire | 34–6  |
| Match 18 | 23 juillet | Eastern Transvaal               | Springs        | Victoire | 33–10 |
| 4e test  | 27 juillet | Afrique du Sud                  | Johannesbourg  | Nul      | 13–13 |

### Résultats des test-matchs
| No | Date            | Lieu                                                | Match                               | Score   | Compétition |
| -- | --------------- | --------------------------------------------------- | ----------------------------------- | ------- | ----------- |
| 1  | 8 juin 1974     | Newlands Stadium, Le Cap Afrique du Sud             | Afrique du Sud – Lions britanniques | 3 – 12  | test match  |
| 2  | 22 juin 1974    | Loftus Versfeld Stadium, Pretoria Afrique du Sud    | Afrique du Sud – Lions britanniques | 9 – 28  | test match  |
| 3  | 13 juillet 1974 | Boet Erasmus Stadium, Port Elizabeth Afrique du Sud | Afrique du Sud – Lions britanniques | 9 – 26  | test match  |
| 4  | 27 juillet 1974 | Ellis Park Stadium, Johannesbourg Afrique du Sud    | Afrique du Sud – Lions britanniques | 13 – 13 | test match  |

### Feuilles de match

#### Match 1
| 8 juin 1974 | Afrique du Sud        | 3-12 (3-3) | Lions                                       | Newlands Stadium, Le Cap 45 000 spectateurs Arbitre : JM Baise |
| 8 juin 1974 | Drop(s) : Snyman (en) |            | Pénalité(s) : Bennett (3) Drop(s) : Edwards | Newlands Stadium, Le Cap 45 000 spectateurs Arbitre : JM Baise |
| 8 juin 1974 |                       |            |                                             | Newlands Stadium, Le Cap 45 000 spectateurs Arbitre : JM Baise |

| Afrique du Sud Titulaires 15 Ian McCallum Chris Pope (en) 13 Johan Oosthuizen (en) 12 Peter Whipp (en) 11 Gert Muller (en) 10 Jackie Snyman (en) 9 Roy McCallum (en) 8 Morne du Plessis 7 Jan Ellis 6 Boland Coetzee (en) 5 John Williams (en) 4 Kevin de Klerk (en) 3 Hannes Marais (c) 2 Piston van Wyk (en) 1 Sakkie Sauermann (en) Remplacants |  | Lions Titulaires 15 JPR Williams 14 Billy Steele 13 Ian McGeechan 12 Richard Milliken 11 J. J. Williams 10 Phil Bennett 9 Gareth Edwards Mervyn Davies 7 Fergus Slattery 6 Roger Uttley 5 Willie-John McBride 4 Gordon Brown 3 Fran Cotton 2 Bobby Windsor 1 Ian McLauchlan Remplacants |

#### Match 2
| 22 juin 1974 | Afrique du Sud                               | 9-28 (3-10) | Lions | Loftus Versfeld Stadium, Pretoria 63 000 spectateurs Arbitre : C. de Bruyn |
| 22 juin 1974 | Pénalité(s) : Bosch (2) Drop(s) : Bosch (en) |             | Essai(s) : J. J. Williams (2) Bennett Gordon Brown Richard Milliken Transformation(s) : Bennett Pénalité(s) : Bennett Drop(s) : Ian McGeechan | Loftus Versfeld Stadium, Pretoria 63 000 spectateurs Arbitre : C. de Bruyn |
| 22 juin 1974 |                                              |             | | Loftus Versfeld Stadium, Pretoria 63 000 spectateurs Arbitre : C. de Bruyn |

| Afrique du Sud Titulaires 15 Ian McCallum Chris Pope (en) 13 Jackie Snyman (en) 12 Peter Whipp (en) 11 Gerrie Germishuys 10 Gerald Bosch (en) 9 Paul Bayvel (en) 8 Dugald MacDonald 7 Jan Ellis 6 Morne du Plessis 5 John Williams (en) 4 Kevin de Klerk (en) 3 Hannes Marais (c) 2 Dave Frederickson (en) 1 Niek Bezuidenhout (en) Remplacants Roy McCallum (en) |  | Lions Titulaires 15 JPR Williams 14 Billy Steele 13 Ian McGeechan 12 Richard Milliken 11 J. J. Williams 10 Phil Bennett 9 Gareth Edwards Mervyn Davies 7 Fergus Slattery 6 Roger Uttley 5 Willie-John McBride (c) 4 Gordon Brown 3 Fran Cotton 2 Bobby Windsor 1 Ian McLauchlan Remplacants |

#### Match 3
| 3 juillet 1974 | Afrique du Sud                | 9-26 (2-7) | Lions | EPRFU Stadium, Port Elizabeth 45 000 spectateurs Arbitre : JM Baise |
| 3 juillet 1974 | Pénalité(s) : Snyman (en) (3) |            | Essai(s) : Brown J. J. Williams (2) Transformation(s) : Andy Irvine Pénalité(s) : Irvine (2) Drop(s) : Bennett (2) | EPRFU Stadium, Port Elizabeth 45 000 spectateurs Arbitre : JM Baise |
| 3 juillet 1974 |                               |            | | EPRFU Stadium, Port Elizabeth 45 000 spectateurs Arbitre : JM Baise |

| Afrique du Sud Titulaires 15 Tonie Roux (en) Chris Pope (en) 13 Peter Cronjé (en) 12 Jan Schlebusch (en) 11 Gert Muller (en) 10 Jackie Snyman (en) 9 Gerrie Sonnekus (en) 8 Klippies Kritzinger (en) 7 Jan Ellis 6 Polla Fourie (en) 5 Johan de Bruyn (en) 4 Moaner van Heerden 3 Hannes Marais (c) 2 Piston van Wyk (en) 1 Niek Bezuidenhout (en) Remplacants Kevin de Klerk (en) |  | Lions Titulaires 15 JPR Williams 14 Andy Irvine 13 Ian McGeechan 12 Richard Milliken 11 J. J. Williams 10 Phil Bennett 9 Gareth Edwards Mervyn Davies 7 Fergus Slattery 6 Roger Uttley 5 Gordon Brown 4 Willie-John McBride 3 Fran Cotton 2 Bobby Windsor 1 Ian McLauchlan Remplacants |

#### Match 4
| 27 juillet 1974 | Afrique du Sud                                             | 13-13 (6-10) | Lions                                                                     | Eden Park, Johannesbourg 75 000 spectateurs Arbitre : M Baise |
| 27 juillet 1974 | Essai(s) : Peter Cronjé (en) Pénalité(s) : Snyman (en) (3) |              | Essai(s) : Irvine Uttley Transformation(s) : Bennett Pénalité(s) : Irvine | Eden Park, Johannesbourg 75 000 spectateurs Arbitre : M Baise |
| 27 juillet 1974 |                                                            |              |                                                                           | Eden Park, Johannesbourg 75 000 spectateurs Arbitre : M Baise |

| Afrique du Sud Titulaires 15 Tonie Roux (en) Chris Pope (en) 13 Peter Cronjé (en) 12 Jan Schlebusch (en) 11 Gerrie Germishuys 10 Snyman (en) 9 Paul Bayvel (en) 8 Kleintjie Grobler (en) 7 Jan Ellis 6 Klippies Kritzinger (en) 5 John Williams (en) 4 Moaner van Heerden 3 Hannes Marais (c) 2 Piston van Wyk (en) 1 Niek Bezuidenhout (en) Remplacants Rampie Stander (en) |  | Lions Titulaires 15 JPR Williams 14 Andy Irvine 13 Ian McGeechan 12 Richard Milliken 11 J. J. Williams 10 Phil Bennett 9 Gareth Edwards Mervyn Davies 7 Fergus Slattery 6 Roger Uttley 5 Chris Ralston 4 Willie-John McBride (c) 3 Fran Cotton 2 Bobby Windsor 1 Ian McLauchlan Remplacants |

## Statistiques

### Meilleur réalisateur en test
- Phil Bennett 26 points
- J. J. Williams 16 points
- Andy Irvine 15 points

### Meilleur marqueur d'essais en test
- J. J. Williams 4 essais